# 栗原信
栗原 信（くりはら しん、1894年3月24日 - 1966年7月4日）は、日本の水彩画を中心とした作品を残した洋画家。教育者。本名は栗原 信賢。

## 経歴
1894年（明治27年）3月24日、現在の茨城県東茨城郡茨城町に生まれる。1912年（大正元年）、茨城師範学校を卒業。1916年（大正5年）、二科展に出品した『木』が初入選。翌年も『竹藪』『夕暮』が入選した。1918年（大正7年）、東京本郷区の小学校の図画専科訓導となる。この年、二科展に落選したことを機に小説家を志し井伏鱒二、和田伝らと同人雑誌「世紀」を発刊。しかし1926年（大正15年）には再び二科展に出品して『伊豆の山』『夏の庭』が入選。再び画業に打ち込むようになり、1928年（昭和3年）には訓導を辞めてフランスに留学、美術学校であるアカデミー・ドゥ・ラ・グランド・ショミエールに籍を置く。
1931年（昭和6年）に帰国。二科展に『トレド遠望』『冬のノートルダム寺院』など10点を特別出品し、昭和洋画奨励賞を受賞。1933年（昭和8年）、台湾に旅行。翌年、満州に旅行し、次第に外地の風景などを題材とする。
1936年（昭和11年）、二科会に新会員として迎えられる。
1938年（昭和13年）、従軍画家として徐州会戦に同行。1939年（昭和14年）には陸軍美術協会の設立発起人に名を連ね、次第に戦争画も手掛けるようになる。1940年（昭和15年）から翌年にかけてマレーに従軍。これらの経験を基に描かれた作品の中で特に『怒江作戦』『ジョホール渡過を指揮する山下軍司令官（ジョホール王宮）』『湘江補給戦に於ける青紅幇の協力』については第二次世界大戦後、連合国軍最高司令官総司令部に軍国主義的なものであるとして没収、他の戦争画とともにアメリカ合衆国に持ち出された後、1970年に無期限貸与という形で日本に返還され東京国立近代美術館に収蔵されている。
戦後は復活した二科会には参加せず、正宗得三郎、宮本三郎らと第二紀会を創設。二紀展を中心に出品を重ねるようになる。1950年（昭和25年）、新潟大学教授に就任。1950年代以降は再び欧州などへ写生旅行に出かけ、題材も海外の風景などが増えた。1966年（昭和41年）6月29日、東京で個展を開催中に脳血栓のため倒れ、回復しないまま7月4日に死去した。葬儀は二紀会葬として中野の宝仙寺で営まれた。墓所は多磨霊園。